# نقاط روت
نقاط روت (آلمانی: Roth-Flecken) که با نام‌های دیگری چون نقاط لیتن یا نشانهٔ لیتن نیز شناخته می‌شوند و برخی منابع فارسی با عنایت به تلفظ انگلیسی‌اش آن را نقاط راث نوشته‌اند، ضایعات قرمزرنگ غیراختصاصی با مراکز سفید یا کم‌رنگ هستند که در شبکیه چشم دیده می‌شوند و اگرچه به‌طور سنتی با اندوکاردیت عفونی ربط داده می‌شوند، اما ممکن است در تعدادی بیماری دیگر نیز رخ دهند. بیماری‌هایی همچون فشار خون بالا، دیابت، بیماری بافت همبند، هیپوکسی شدید، سرطان خون و اچ‌آی‌وی.
لکه‌ها یا نقاط قرمز و سفید شبکیه نخستین بار در سال ۱۸۷۲ توسط پزشک سوئیسی موریتس روت مشاهده شد و شش سال بعد توسط خودش «نقاط روت» نام گرفت. این لکه‌ها معمولاً از طریق فوندوسکوپی (با استفاده از افتالموسکوپ برای مشاهده داخل چشم) یا معاینه با لامپ اسلیت مشاهده می‌شوند.
لکه‌های اصلی شبکیه که در سال ۱۸۷۲ شناسایی شدند و در آن زمان فکر می‌کردند دلیلش آن است که رشته‌های عصبی ترکیده‌اند. تجزیه و تحلیل امروزی نشان می‌دهد که این نقاط ممکن است از فیبرین منعقدشده از جمله پلاکت‌ها، ایسکمی کانونی، نفوذ التهابی، ارگانیسم‌های عفونی یا سلول‌های سرطانی تشکیل شوند.
لکه‌های روت در شرایطی ایجاد می‌شوند که زمینه‌ساز آسیب اندوتلیال مویرگ‌های شبکیه هستند، یعنی زمانی که اختلال عملکرد و اختلال در لایه درون‌رگی مویرگ‌های شبکیه وجود دارد. بررسی با میکروسکوپ، ضایعاتی را با مراکز سفیدرنگی که عمدتاً از فیبرین ساخته شده‌اند، نشان می‌دهد که نشانهٔ یک پلاک فیبرین-پلاکت در محل آسیب عروق است.
این لکه‌های تنها در ۵ درصد از افراد مبتلا به اندوکاردیت عفونی رخ می‌دهد. با این حال چشم‌پزشک آلمانی «موریتس لیتن» این رقم را ۸۰٪ گزارش کرد.
بیماری‌های مرتبط با نقاط روت عبارتند از"
- آندوکاردیت عفونی
- کم‌خونی/ترومبوسیتوپنی
- بیماری بافت همبند
- سرطان خون
- رتینوپاتی فشار خون بالا
- رتینوپاتی دیابتی
- پره‌اکلامپسی
- اچ‌آی‌وی (HIV)
- هیپوکسی شدید
- سندرم تکان کودک

و همچنین در:
- عفونت کاندیدا آلبیکانس
- بیماری عروقی
- لیشمانیاز احشایی